# John Patrick Shanley
John Patrick Shanley (New York, 30 ottobre 1950) è un drammaturgo, sceneggiatore e regista statunitense.

## Biografia
Nel 1988 ha vinto l'Oscar alla migliore sceneggiatura originale per il film Stregata dalla luna. Nel 2005, con l'opera teatrale Il dubbio, ha vinto il Premio Pulitzer per la drammaturgia. Dalla sua opera teatrale è stato realizzato, nel 2008, un adattamento cinematografico omonimo, con Meryl Streep, Philip Seymour Hoffman e Amy Adams.

## Filmografia

### Regista
- Joe contro il vulcano (Joe Versus the Volcano) (1990)
- Il dubbio (Doubt) (2008)
- Il profumo dell'erba selvatica (Wild Mountain Thyme) (2020)

### Sceneggiatore
- Stregata dalla luna (Moonstruck), regia di Norman Jewison (1987)
- Dentro la grande mela (Five Corners), regia di Tony Bill (1987)
- Un detective... particolare (The January Man), regia di Pat O'Connor (1989)
- Joe contro il vulcano (Joe Versus the Volcano), regia di John Patrick Shanley (1990)
- Alive - Sopravvissuti (Alive), regia di Frank Marshall (1993)
- Congo, regia di Frank Marshall (1995)
- Il dubbio (Doubt, 2008)
- Il profumo dell'erba selvatica (Wild Mountain Thyme), regia di John Patrick Shanley (2020)

### Attore
- Dall'altro lato della strada (Crossing Delancey), regia di Joan Micklin Silver (1998)
- L'amore giovane (The Hottest State), regia di Ethan Hawke (2006)

## Teatro
- Welcome to the Moon, Ensemble Studio Theater, Off-Broadway (1982)
- Danny and the Deep Blue Sea, Circle in the Square Theatre, Off-Broadway (1983)
- Savage in Limbo, Gate Theatre, Londra (1984)
- The Dreamer Examines His Pillow, 47th Street Theatre, Off-Broadway (1985)
- Italian American Reconciliation, Manhattan Theatre Club, Off-Broadway (1986)
- Women of Manhattan, Manhattan Theatre Club, Off-Broadway (1986)
- All for Charity, Ensemble Studio Theater, Off-Broadway (1987)
- The Big Funk, New York Shakespeare Festival (1990)
- Beggars in the House of Plenty, Manhattan Theatre Club, Off-Broadway (1991)
- The Wild Goose, Ensemble Studio Theater, Off-Broadway (1992)
- Four Dogs and a Bone, Manhattan Theatre Club, Off-Broadway (1993)
- Missing Marisa/Kissing Christine, Primary Stages, Off-Broadway (1996)
- Psychopathia Sexualis, Manhattan Theatre Club, Off-Broadway (1998)
- Where's My Money?, Manhattan Theatre Club, Off-Broadway (2001)
- Cellini, Second Stage Theatre, Off-Broadway (2001)
- Dirty Story, Off-Broadway (2004)
- Il dubbio (Doubt: A Parable), Manhattan Theatre Club, Off-Broadway (2004)
- Sailor's Song, Joseph Papp Public Theatre, Off-Broadway (2004)
- Defiance, Manhattan Theatre Club, Off-Broadway (2005)
- Romantic Poetry, Manhattan Theatre Club, Off-Broadway (2007)
- Pirate, Powerhouse Theater, New York (2010)
- Storefront Church, Manhattan Theatre Club, Off-Broadway (2012)
- Outside Mullingar, Samuel J. Friedman Theatre, Broadway (2014)
- Prodigal Son, New York City Center, Off-Broadway (2016)
- The Portuguese Kid, Manhattan Theatre Club, Off-Broadway (2017)
- Candlelight, New Ohio Theatre, Off-Off-Broadway (2021)
- Brooklyn Laundry, Manhattan Theatre Club, Off-Broadway (2024)

## Riconoscimenti
- Premio Oscar
  - 1988 – Migliore sceneggiatura originale per Stregata dalla luna
  - 2009 – Candidatura per la migliore sceneggiatura non originale per Il dubbio
- Golden Globe
  - 1988 – Candidatura per la migliore sceneggiatura per Stregata dalla luna
  - 2009 – Candidatura per la migliore sceneggiatura per Il dubbio
- BAFTA
  - 1989 – Candidatura per la migliore sceneggiatura originale per Stregata dalla luna
- Critics' Choice Awards
  - 2009 – Candidatura per la miglior sceneggiatore per Il dubbio
- Drama Desk Award
  - 2005 – Migliore opera teatrale per Il dubbio
  - 2005 – Candidatura per la migliore opera teatrale per Sailor's Song
  - 2014 –  Candidatura per la migliore opera teatrale per Outside Mullingar
- Lucille Lortel Award
  - 2005 – Migliore opera teatrale per Il dubbio
- Obie Award
  - 2005 – Migliore opera teatrale per Il dubbio
- Premio Pulitzer
  - 2005 – Premio Pulitzer per la drammaturgia per Il dubbio
- Tony Award
  - 2005 – Migliore opera teatrale per Il dubbio
  - 2014 – Candidatura alla migliore opera teatrale per Outside Mullingar